# 瓦羅索山
17°33′23″S 69°35′44″W / 17.556308°S 69.5954725°W
瓦羅索山（Cerro Barroso），是秘魯的山峰，位於該國南部塔克納大區，由塔克納省的帕爾卡區負責管轄，屬於安地斯山脈的一部分，海拔高度5,741米。